# Eilhard Mitscherlich
Eilhard Mitscherlich (Neuende, 7 gennaio 1794 – Berlino, 28 agosto 1863) è stato un chimico tedesco, ricordato in particolare per la sua legge dell'isomorfismo (1819), in cui si afferma che i composti che cristallizzano insieme hanno strutture e composizioni simili.
Questo rapporto è stato utilizzato da Jöns Jacob Berzelius nei primi tentativi di assegnare masse relative agli elementi.

## Primi anni di vita
Mitscherlich nacque a Neuende (ora parte di Wilhelmshaven) nella Signoria di Jever, dove suo padre era pastore, suo fratello fu il farmacologo Karl Gustav Mitscherlich. Suo zio, Christoph Wilhelm Mitscherlich (1760-1854), professore a Gottinga, fu un famoso studioso. Studiò a Jever dove ebbe come insegnante lo storico Friedrich Christoph Schlosser, si recò a Heidelberg nel 1811, e si dedicò alla filologia, con particolare attenzione alla lingua persiana. Nel 1813 si recò a Parigi per ottenere il permesso di far parte dell'ambasceria che Napoleone I di Francia stava mandando in Persia.
Gli eventi del 1814 misero fine a ciò e Mitscherlich decise di studiare medicina per poter godere di quella libertà di viaggiare in Oriente solitamente concessa ai medici. Iniziò a Gottinga con lo studio della chimica che lo interessò a tal punto da rinunciare al viaggio in Persia. Il trattato su alcune parti della storia eurasiatica, redatto dai manoscritti presso la biblioteca universitaria e pubblicata in persiano e in latino nel 1814, sotto il titolo Mirchondi historia Thaheridarum historicis nostris hucusque principum incognitorum Persiae risale al periodo trascorso a Gottinga.
Mitscherlich nel 1818 andò a Berlino e lavorò nel laboratorio di Heinrich Friedrich Link (1767-1851) dove analizzò i fosfati e fosfiti, arseniati e arseniti, confermando al termine delle analisi le conclusioni del Jöns Jakob Berzelius sulla loro composizione, e la sua osservazione che fosfati e arseniati cristallizzano nella stessa forma fu l'ispirazione da cui si sviluppò la teoria dell'isomorfismo, che comunicò alla Accademia di Berlino nel dicembre 1819. Nello stesso anno Berzelius suggerì Mitscherlich come successore di Martin Heinrich Klaproth a Berlino al ministro dell'Istruzione prussiano Karl vom Stein zum Altenstein. Altenstein non accettò immediatamente questa proposta, ma diede a Mitscherlich un contributo pubblico per consentirgli di proseguire gli studi nel laboratorio di Berzelius presso il Istituto Karolinska di Stoccolma. Mitscherlich tornò a Berlino nel 1821, e nell'estate del 1822 tenne la sua prima lezione come professore straordinario di chimica all'università, dove nel 1825 fu nominato professore. Nel 1823 fu eletto membro straniero della Accademia Reale Svedese delle Scienze.

## Isomorfismo
Nel corso delle indagini sulle lievi differenze scoperte da William Hyde Wollaston negli angoli della struttura romboedrica dei carbonati isomorfi con calcite, Mitscherlich osservò che l'angolo, nel caso della calcite varia al variare della temperatura. Estendendo questa indagine ad altri cristalli allotropici, notò una variazione simile; queste scoperte lo condussero nel 1825 alla scoperta che i cristalli allotropici, una volta riscaldati, espandono in modo diseguale la direzione dei diversi assi. L'anno seguente scoprì il cambiamento, prodotto dalla variazione di temperatura, nella direzione degli assi ottici della selenite. Nel 1826 la sua indagine sulle due modificazioni cristalline dello zolfo mise in luce il fatto che i due minerali calcite e aragonite hanno la stessa composizione ma diverse strutture cristalline, proprietà che Mitscherlich definì isomorfismo.

## Ultimi anni di vita
Mitscherlich nel 1833 fece una serie di attente determinazioni delle densità di vapore di un gran numero di sostanze volatili, confermando la legge di Gay-Lussac. Sintetizzò l'acido selenico nel 1827 e dimostrò che i suoi sali sono isomorfi con i solfati; pochi anni dopo dimostrò che lo stesso fenomeno è valido per i manganati ed i solfati, e per i permanganati e perclorati. Studiò la relazione del benzene con l'acido benzoico e altri derivati. Tra 1829-1830 pubblicò Lehrbuch der Chemie, che contiene molte osservazioni originali. Il suo interesse per la mineralogia lo ha portato a studiare la geologia delle regioni vulcaniche, e si incontrò frequentemente con Eifel in vista alla scoperta della teoria dell'azione vulcanica. Egli non ha, tuttavia, pubblicato i documenti in materia, ma dopo la sua morte i suoi appunti sono stati organizzati e pubblicati dal dottor JLA Roth nelle Memorie dell'Accademia di Berlino (1866).
Nel dicembre 1861 i sintomi della malattia al cuore fecero la loro comparsa, ma Mitscherlich fu in grado di portare avanti la sua attività accademica fino al dicembre 1862.
Morì a Schöneberg vicino a Berlino nel 1863 e fu sepolto nel cimitero di Matthäus St Kirchhof a Schöneberg vicino alle tombe di Gustav Kirchhoff e Leopold Kronecker.

## Documenti
la maggior parte degli articoli di Mitscherlich pubblicati si trovano nell'Abhandlungen dell'Accademia di Berlino, in Annalen di Poggendorff, e in Annales de Chimie et de physique.
La quarta edizione di Lehrbuch der Chemie è stata pubblicata nel 1844-1847, una quinta edizione è stata iniziata nel 1855, ma non fu mai completata.